# جريتا فان فليت
جريتا فان فليت (بالإنجليزية: Greta Van Fleet)‏ هي فرقة روك أمريكية تأسست في 2012 من قبل الأخوى جوش وجاك وسام كيسزكا.

## وصلات خارجية
- جريتا فان فليت على موقع ميوزك برينز (الإنجليزية)
- جريتا فان فليت على موقع أول ميوزيك (الإنجليزية)
- جريتا فان فليت على موقع ديسكوغز (الإنجليزية)